# Jorge Muñoz Wells
Jorge Vicente Martín Muñoz Wells (Lima, Perú, 13 de abril de 1962) es un abogado y político peruano. Desde el 1 de enero de 2019 hasta el 4  de mayo de 2022 ejerció como alcalde metropolitano de Lima tras ser vacado por el Jurado Nacional de Elecciones por haber violado la Ley Orgánica de Municipales.
También ocupó el cargo de alcalde del distrito de Miraflores desde el 1 de enero de 2011 hasta el 31 de diciembre de 2018, fecha en la que dejó este cargo para tomar posesión como tras ser electo en las elecciones municipales de 2018 para la alcaldía de la Municipalidad Metropolitana de Lima.

## Biografía
Nació en el distrito de Miraflores, Lima en 1962. Hijo de Julio Germán Muñoz Valdivieso y Teresa María Molly Wells Leguía. Es bisnieto del político Roberto Leguía y Salcedo quien fue hermano del dos veces presidente del Perú: Augusto B. Leguía.
Estudió primaria y secundaria en el colegio Nuestra Señora del Carmen (Carmelitas).
Es abogado por la Pontificia Universidad Católica del Perú. Ha realizado cursos sobre seguridad ciudadana y desarrollo económico en Israel y sobre gestión total en Japón. Posteriormente estudió una maestría en la Universidad de Barcelona sobre Planificación Territorial y Gestión Ambiental.
Fue Socio del Estudio de Abogados Muñiz, Ramírez, Pérez-Taiman & Olaya.
Se desempeñó como Director Municipal de Miraflores en el periodo 1996-1998. 
Fue elegido regidor de Miraflores por el Partido Democrático Somos Perú en tres oportunidades, siendo regidor de oposición en los períodos 1999-2002 y 2007-2010, y Teniente Alcalde en el periodo 2003-2006.

### Alcalde de Miraflores
En 2010 postuló a la Alcaldía de Miraflores en las elecciones municipales de Lima de 2010, donde venció al entonces alcalde Manuel Masías Oyanguren. El Partido Democrático Somos Perú obtuvo seis de los nueve puestos de regidores del Concejo Municipal de Miraflores.
En 2011, en su calidad de alcalde, fue elegido Presidente de la Coordinadora Nacional de Redes de OMAPED, espacio desde el cual se impulsan políticas públicas locales de accesibilidad e inclusión para personas con discapacidad.
En 2012, fue elegido como representante de los gobiernos locales ante el Consejo Nacional de la Competitividad.
En octubre de 2014, logró la reelección como alcalde de Miraflores en las elecciones municipales de Lima de 2014, obteniendo el 41.87% de los votos.
En diciembre de 2015 renunció irrevocablemente al Partido Somos Perú. En una carta publicada en su cuenta de Twitter, explicó que dicha decisión se debió a la alianza electoral formada por Somos Perú con Alianza Para el Progreso, partido de César Acuña.

#### Principales obras
- Puente Mellizo del Villena Rey: Obra inaugurada el 22 de marzo del 2016. Se trata de la infraestructura vial más importante de los últimos 50 años de la historia del distrito de Miraflores. La construcción se ejecutó bajo el sistema de “volados sucesivos”, una moderna técnica que es utilizada en las infraestructuras más grandes del mundo.

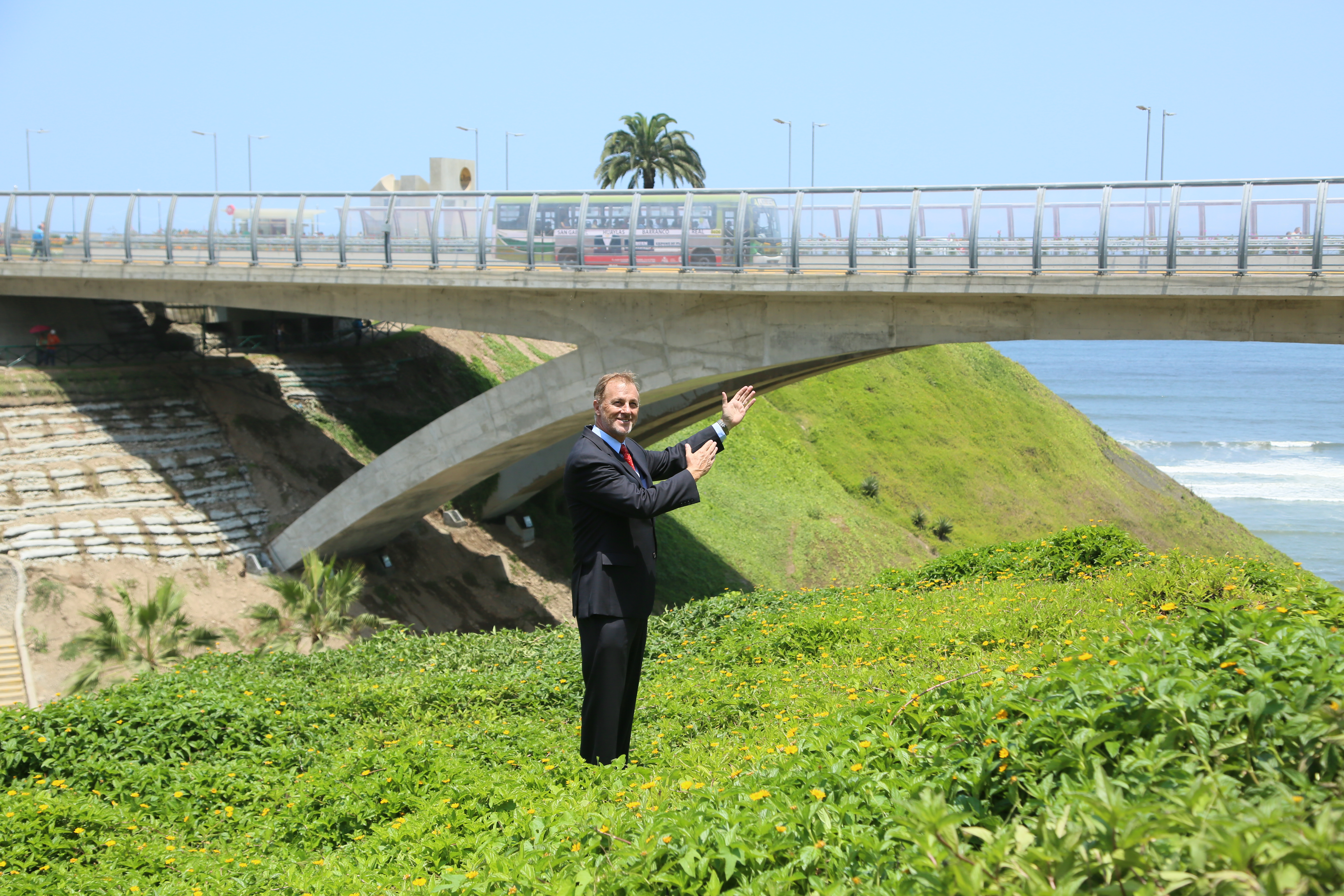
Puente Mellizo Villena Rey.

- Estacionamientos subterráneos de Miraflores: Obra inaugurada el 15 de diciembre del 2016. Se trata de la infraestructura pública más moderna de su tipo en el país, que buscó dar prioridad al peatón y al ciclista, además de reducir en 75% el tiempo de búsqueda de parqueos en la zona.
- Almacenes soterrados: Se construyeron e implementaron 14 almacenes soterrados para casos de emergencia, estructuras de concreto armado subterráneas, en igual cantidad de parques del distrito, que tienen como función servir de almacén para herramientas y equipos de auxilio en caso de desastres naturales.
- Remodelación de la avenida Larco: La tradicional avenida Larco se transformó completamente, convirtiéndose en una vía inclusiva y accesible. Ahora presenta un tránsito vehicular más rápido y ordenado, una amplia ciclovía, veredas más espaciosas, más áreas verdes y elementos para facilitar el tránsito de las personas con discapacidad, como piso podatáctil y semáforos con estímulos auditivos.

### Alcaldía de Lima
El 22 de octubre del 2017, Muñoz se lanzó como precandidato a la alcaldía de Lima Metropolitana por el partido Acción Popular. En mayo de 2018 fue lanzada oficialmente su candidatura.
El 7 de octubre de 2018 a las 4 de la tarde por medio del sondeo a boca de urna fue confirmado como alcalde electo de toda la ciudad de Lima y la provincia de régimen especial homónima siendo el ganador de las elecciones municipales de Lima. Su victoria se produjo en la fecha de natalicio del expresidente Fernando Belaúnde Terry, fundador de Acción Popular, partido con el cual Muñoz alcanzó la alcaldía de Lima.
El 1 de enero de 2019 Muñoz y sus 39 regidores juraron a sus respectivos cargos en el Circuito Mágico del Agua. La ceremonia contó con la presencia del expresidente Martín Vizcarra.
Fue miembro del Pacto Global de Alcaldes, representando a América Latina y el Caribe. Además, forma parte de la Mesa de Reactivación de la Economía. También es miembro de la Comisión de Apoyo a la Vacunación en el Perú y forma parte del Consejo Consultivo del Premio Esteban Campodónico.
Ha sido parte del Consejo Consultivo de la Escuela de Gestión Pública de la Universidad del Pacífico. Renunció al Partido Acción Popular tras las protestas en Perú de 2020 que terminaron con dos víctimas mortales. El 27 de abril del 2022 trascendió la decisión del Jurado Nacional de Elecciones de declarar la vacancia del entonces alcalde Jorge Muñoz Wells. Sin embargo, esta resolución fue notificada recién el 4 de mayo del 2022, con lo que, el teniente alcalde, Miguel Romero asumió la alcaldía a partir del 5 de mayo del 2022.

## Reconocimientos

### Como alcalde de Miraflores
- Premio Reina Sofía 2012 de Accesibilidad Universidad para municipios latinoamericanos por el programa "Miraflores inclusiva y accesible", reconocimiento del gobierno español entregado por la propia reina de España.[26]
- Premio a las Buenas Prácticas en Gestión Pública (2012) en las categorías Inclusión Social (por la práctica "Miraflores Inclusiva y Accesible" y Gestión Ambiental Efectiva (por la práctica "Basura que no es Basura" - CAD Ciudadanos al Día.[27]
- Premio a las Buenas Prácticas en Gestión Pública (2013 y 2014) en la categoría de seguridad ciudadana por la práctica "Miraflores 360°: todos juntos por la seguridad ciudadana" - CAD Ciudadanos al Día[28]

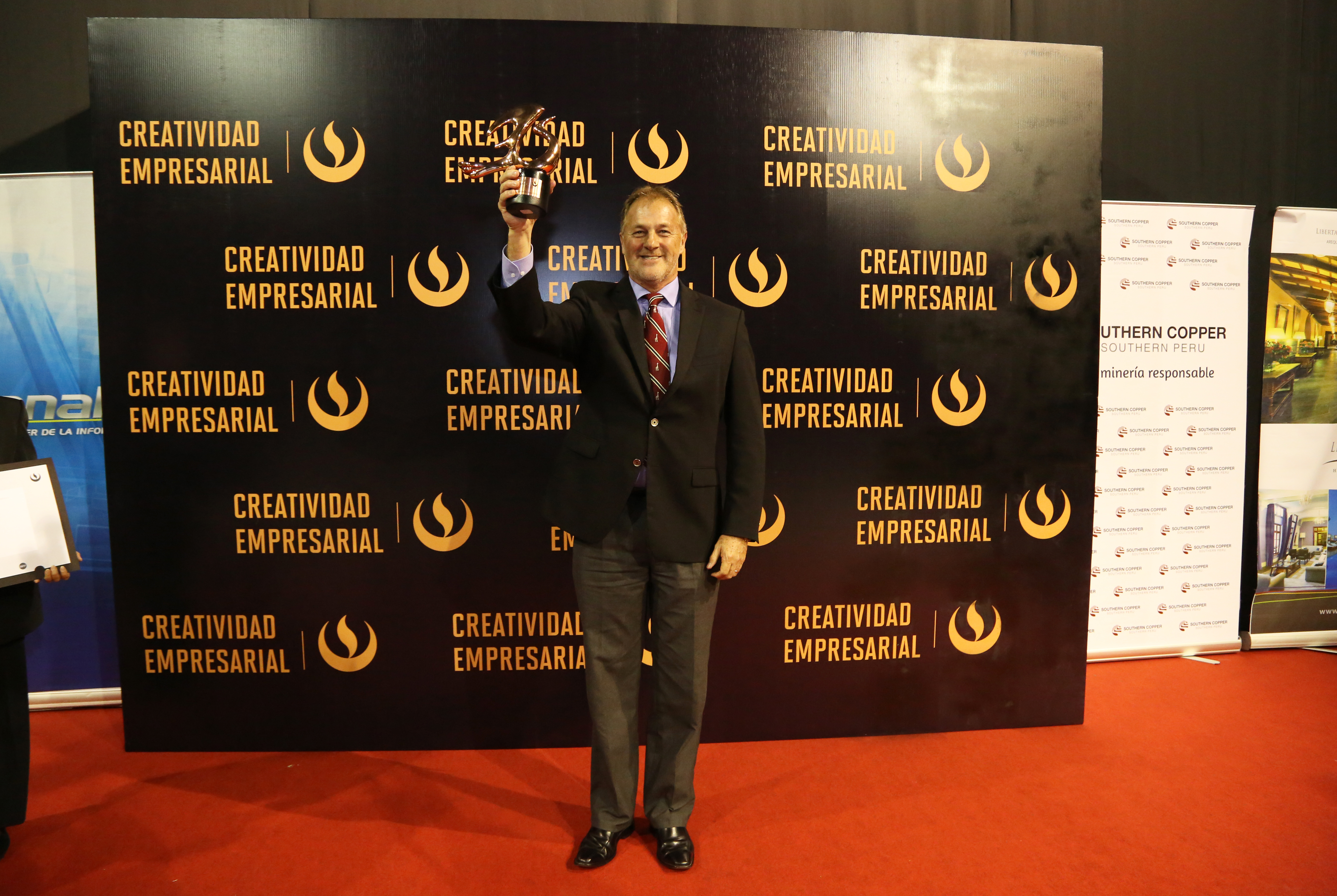
La Municipalidad de Miraflores ganó el Premio Creatividad Empresarial 2017 en la categoría "Gestión Pública Regional y Local"

- Premio Creatividad Empresarial 2017 en la categoría "Gestión Pública Regional y Local" por la práctica "Miraflores, ciudad que lee" [29]

- Premio Creatividad Empresarial 2018 en las categorías "Gestión Pública Regional y Local" y "Mediana Empresa" por la práctica "Conservación del Patrimonio Arquitectónico y Aprovechamiento de su Potencial Edificatorio" [30]

### Como alcalde de Lima

#### 2019
- Premio a las Buenas Prácticas en Gestión Pública (2019) en la categoría “Incidencia Pública” por la práctica “Voluntariado Municipal de Lima”, distinción entregada por Ciudadanos al Día (CAD)[31]
- Premio Nacional Cultura del Agua 2019 en la categoría de buenas prácticas en la gestión de los recursos hídricos, subcategoría sector público, por el proyecto “Reconociendo el valor de las aguas tratadas para riego de áreas verdes”[32]

#### 2020
- Premio a las Buenas Prácticas en Gestión Pública (2020) en las categorías “Incidencia Pública” (por la práctica “Manos a la Olla”) y “Cooperación Público – Privada” (por la práctica “Foros de Investigación y Responsabilidad Social Universitaria”), entregado por Ciudadanos al Día (CAD)[33]
- Concurso “Gobernarte 2020: el arte del bueno gobierno – Premio Eduardo Campos” del Banco Interamericano de Desarrollo (BID) por la práctica “Manos a la Olla”[34]
- Concurso de Buenas Prácticas sobre los Grupos en Situación de Vulnerabilidad en el Contexto del COVID-19, organizado por el Departamento de Inclusión Social de la Secretaría de Acceso a Derechos y Equidad de la OEA (DIS) por “Refuerzo en Tu Cole Digital” (categoría Niños, Niñas, Adolescentes) y “Lima Te Cuida: Albergue Municipal Seguro para Adultos Mayores” (categoría Personas Mayores)[35]
- II Premio Ciudad al liderazgo urbano, distinción del observatorio ciudadano Lima Cómo Vamos, en la categoría “Ciudad Caminable” por las prácticas “Abriendo caminos” y “Plan de peatonalización del Centro Histórico de Lima – Etapa de Restricción Vehicular” [36]
- Premio Nacional Ambiental “Antonio Brack Egg” - Edición 2020 en la categoría “Perú Limpio” – mención “Ecoeficiencia en instituciones públicas” por la experiencia “Ecoeficiencia Institucional en la Municipalidad Metropolitana de Lima”[37]

#### 2021
- Premio a las Buenas Prácticas en Gestión Pública (2021) en las categorías: 1) “Promoción de la Cultura e Identidad” (por la práctica “Cultura desde Casa”); 2) “Seguridad Ciudadana” (por la práctica “Lima Metropolitana Interconectada”); 3) "Cooperación Público-Privada" (por la práctica "Foro de Investigación y Responsabilidad Social de Institutos"); y 4) "Movilidad y Espacios Públicos Sostenibles" (por la práctica "Limeños al Bicentenario"), entregado por Ciudadanos al Día (CAD)[38]
- III Premio Ciudad al liderazgo urbano, distinción del observatorio ciudadano Lima Cómo Vamos, en la categoría “Contribución Urbana” por la práctica “Habilitación de la zona de estacionamiento en la Alameda Chabuca Granda para vehículos de transporte turístico" y en la categoría "Ciudad Caminable" por la práctica "Ruta Segura a la Cuna Mercedarias" [39]
- 15° Distinción Buena Práctica en Participación Ciudadana por la práctica “Lima Joven Acciona”, distinción otorgada por el Observatorio Internacional de la Democracia Participativa (OIDP)[40]
- IX edición del Premio Interamericano a la Innovación para la Gestión Pública Efectiva 2021 en la categoría “Innovación en la Inclusión Social” por el programa “Volver a Casa”, otorgado por el Departamento para la Gestión Pública Efectiva (DGPE) de la OEA[41]
- Premio Buenas Prácticas para la Prevención y Reducción de Pérdidas y Desperdicios de Alimentos 2021 en la categoría “Prevención y/o reducción de pérdidas en la producción y post cosecha” por la iniciativa “Biohuertos para la seguridad alimentaria en Lima”, premio otorgado por el Ministerio de Desarrollo Agrario y Riego[42]
- Reconocimiento Nacional de Buenas Prácticas de Voluntariado 2021, otorgado por el Ministerio de la Mujer y Poblaciones Vulnerables, en la categoría “Estatal”, al Voluntariado Municipal de Lima[43]
- Latam Smart City Awards 2021 en la categoría “Reactivación socioeconómica” para la iniciativa Mercado de Lima[44]

## Niveles de aprobación

### Sondeos de opinión
| Encuestadora/Medio     | Fecha             | Muestra | Jorge Muñoz           | Jorge Muñoz  | Jorge Muñoz | Jorge Muñoz |     |    |    |   |     |
| Encuestadora/Medio     | Fecha             | Muestra | Aprob.                | Desap.       | NS/NO       | Dif.        |     |    |    |   |     |
| ---------------------- | ----------------- | ------- | --------------------- | ------------ | ----------- | ----------- | --- | -- | -- | - | --- |
| Encuestadora/Medio     | Fecha             | Muestra | Datum/Perú 21/Gestión | 2–4 abr 2022 | NS/NO       | Dif.        | 335 | 34 | 59 | 7 | –25 |
| CPI                    | 21–25 mar 2022    | 500     | 32.6                  | 54.4         | 13.0        | –21.8       |     |    |    |   |     |
| Ipsos Perú/América     | 8 mar 2022        | 463     | 38                    | 52           | 10          | –14         |     |    |    |   |     |
| Ipsos Perú/América     | 10–11 feb 2022    | 466     | 41                    | 48           | 11          | –7          |     |    |    |   |     |
| CPI                    | 3–11 feb 2022     | 3500    | 23.2                  | 59.1         | 17.7        | –35.9       |     |    |    |   |     |
| Datum/Perú 21/Gestión  | 28–31 ene 2022    | 404     | 36                    | 55           | 9           | –19         |     |    |    |   |     |
| IEP/La República       | 24–27 ene 2022    | 371     | 43                    | 52           | 5           | –9          |     |    |    |   |     |
| Ipsos Perú/El Comercio | 13–14 ene 2022    | 460     | 39                    | 53           | 8           | –14         |     |    |    |   |     |
| Ipsos Perú/El Comercio | 9–10 dic 2021     | 426     | 39                    | 53           | 8           | –14         |     |    |    |   |     |
| Datum/Perú 21/Gestión  | 4–7 dic 2021      | 359     | 40                    | 49           | 11          | –9          |     |    |    |   |     |
| Ipsos Perú/El Comercio | 11–12 nov 2021    | 502     | 41                    | 53           | 6           | –12         |     |    |    |   |     |
| IEP/La República       | 25–28 oct 2021    | ?       | 38                    | 54           | 8           | –16         |     |    |    |   |     |
| Ipsos Perú/El Comercio | 14–15 oct 2021    | 505     | 43                    | 48           | 9           | –5          |     |    |    |   |     |
| Ipsos Perú/El Comercio | 9–10 sep 2021     | 500     | 51                    | 39           | 10          | +12         |     |    |    |   |     |
| Ipsos Perú/El Comercio | 12–13 ago 2021    | 500     | 53                    | 37           | 10          | +16         |     |    |    |   |     |
| Ipsos Perú/El Comercio | 22–23 jul 2021    | 506     | 49                    | 44           | 7           | +5          |     |    |    |   |     |
| Ipsos Perú/El Comercio | 24–25 jun 2021    | 498     | 46                    | 45           | 9           | +1          |     |    |    |   |     |
| IEP/La República       | 17–20 jun 2021    | ?       | 47                    | 45           | 8           | +2          |     |    |    |   |     |
| Ipsos Perú/El Comercio | 13–14 may 2021    | 500     | 41                    | 50           | 9           | –9          |     |    |    |   |     |
| Datum/Perú 21/Gestión  | 12–13 may 2021    | ?       | 42                    | 51           | 7           | –9          |     |    |    |   |     |
| Datum/Perú 21/Gestión  | 16–20 abr 2021    | 402     | 37                    | 56           | 7           | –19         |     |    |    |   |     |
| Ipsos Perú/América     | 15–16 abr 2021    | 541     | 42                    | 53           | 5           | –11         |     |    |    |   |     |
| IEP/La República       | 22–25 mar 2021    | ?       | 39                    | 52           | 9           | –13         |     |    |    |   |     |
| Ipsos Perú/El Comercio | 10–11 mar 2021    | 541     | 42                    | 53           | 5           | –11         |     |    |    |   |     |
| IEP/La República       | 19–23 feb 2021    | 383     | 46                    | 45           | 9           | +1          |     |    |    |   |     |
| Ipsos Perú/El Comercio | 10–11 feb 2021    | 551     | 40                    | 56           | 4           | –16         |     |    |    |   |     |
| IEP/La República       | 21–27 ene 2021    | ?       | 41                    | 56           | 3           | –15         |     |    |    |   |     |
| Ipsos Perú/El Comercio | 13–15 ene 2021    | 545     | 40                    | 52           | 8           | –12         |     |    |    |   |     |
| Datum/Perú 21/Gestión  | 8–12 ene 2021     | 401     | 40                    | 50           | 10          | –10         |     |    |    |   |     |
| Ipsos Perú/El Comercio | 10–11 dic 2020    | 551     | 47                    | 46           | 7           | +1          |     |    |    |   |     |
| IEP/La República       | 1–8 dic 2020      | ?       | 42                    | 52           | 6           | –10         |     |    |    |   |     |
| Datum/Perú 21/Gestión  | 3–6 dic 2020      | 412     | 37                    | 51           | 12          | –14         |     |    |    |   |     |
| Ipsos Perú/El Comercio | 16 nov 2020       | ?       | 49                    | 44           | 7           | +5          |     |    |    |   |     |
| Ipsos Perú/El Comercio | 21–23 oct 2020    | ?       | 46                    | 47           | 7           | –1          |     |    |    |   |     |
| IEP/La República       | 13–19 oct 2020    | 504     | 47                    | 47           | 6           | —           |     |    |    |   |     |
| Datum/Perú 21/Gestión  | 2–5 oct 2020      | 414     | 36                    | 47           | 17          | –11         |     |    |    |   |     |
| Ipsos Perú/El Comercio | 11–12 sep 2020    | 546     | 45                    | 48           | 7           | –3          |     |    |    |   |     |
| Ipsos Perú/El Comercio | 20–21 ago 2020    | 502     | 46                    | 49           | 5           | –3          |     |    |    |   |     |
| IEP/La República       | 1–12 ago 2020     | ?       | 46                    | 52           | 2           | –6          |     |    |    |   |     |
| Datum/Perú 21/Gestión  | 29–31 jul 2020    | 437     | 41                    | 41           | 18          | —           |     |    |    |   |     |
| Ipsos Perú/El Comercio | 9–10 jul 2020     | 556     | 52                    | 43           | 5           | +9          |     |    |    |   |     |
| IEP/La República       | 17–23 jun 2020    | ?       | 58                    | 36           | 6           | +12         |     |    |    |   |     |
| Datum/Perú 21/Gestión  | 18–22 jun 2020    | 437     | 48                    | 35           | 17          | +13         |     |    |    |   |     |
| Ipsos Perú/El Comercio | 11–12 jun 2020    | 513     | 54                    | 42           | 4           | +12         |     |    |    |   |     |
| Datum/Perú 21/Gestión  | 18–21 may 2020    | 442     | 40                    | 39           | 21          | +1          |     |    |    |   |     |
| Ipsos Perú/El Comercio | 14–15 may 2020    | 521     | 56                    | 40           | 4           | +16         |     |    |    |   |     |
| IEP/La República       | 16–22 abr 2020    | 595     | 64                    | 31           | 5           | +33         |     |    |    |   |     |
| Ipsos Perú/El Comercio | 15–16 abr 2020    | 550     | 65                    | 27           | 8           | +38         |     |    |    |   |     |
| Ipsos Perú/El Comercio | 11–12 mar 2020    | 499     | 45                    | 44           | 11          | +1          |     |    |    |   |     |
| Datum/Perú 21/Gestión  | 29 feb–3 mar 2020 | 397     | 50                    | 42           | 8           | +8          |     |    |    |   |     |
| IEP/La República       | 15–18 feb 2020    | 500     | 36                    | 58           | 6           | –12         |     |    |    |   |     |
| Ipsos Perú/El Comercio | 11–13 feb 2020    | 496     | 47                    | 43           | 10          | +4          |     |    |    |   |     |
| Datum/Perú 21/Gestión  | 1–5 feb 2020      | 405     | 45                    | 39           | 16          | +6          |     |    |    |   |     |
| Ipsos Perú/El Comercio | 15–17 ene 2020    | ?       | 48                    | 43           | 9           | +5          |     |    |    |   |     |
| Datum/Perú 21/Gestión  | 11–13 ene 2020    | 400     | 48                    | 43           | 9           | +5          |     |    |    |   |     |
| Ipsos Perú/El Comercio | 11–13 dic 2019    | 504     | 51                    | 40           | 9           | +11         |     |    |    |   |     |
| IEP/La República       | 7–10 dic 2019     | 514     | 46                    | 44           | 10          | +2          |     |    |    |   |     |
| Datum/Perú 21/Gestión  | 30 nov–1 dic 2019 | 400     | 51                    | 42           | 7           | +9          |     |    |    |   |     |
| IEP/La República       | 16–20 nov 2019    | ?       | 45                    | 42           | 13          | +3          |     |    |    |   |     |
| Ipsos Perú/El Comercio | 13–15 nov 2019    | 541     | 53                    | 38           | 9           | +15         |     |    |    |   |     |
| Datum/Perú 21/Gestión  | 1–4 nov 2019      | 404     | 49                    | 35           | 16          | +14         |     |    |    |   |     |
| IEP/La República       | 19–22 oct 2019    | 488     | 54                    | 35           | 11          | +19         |     |    |    |   |     |
| Ipsos Perú/El Comercio | 9–11 oct 2019     | 506     | 59                    | 26           | 15          | +33         |     |    |    |   |     |
| Datum/Perú 21/Gestión  | 5–7 oct 2019      | 396     | 56                    | 34           | 10          | +22         |     |    |    |   |     |
| IEP/La República       | 21–24 sep 2019    | 504     | 47                    | 42           | 11          | +5          |     |    |    |   |     |
| Ipsos Perú/El Comercio | 11–13 sep 2019    | 509     | 58                    | 33           | 9           | +25         |     |    |    |   |     |
| Datum/Perú 21/Gestión  | 30 ago–2 sep 2019 | 406     | 60                    | 31           | 9           | +29         |     |    |    |   |     |
| IEP/La República       | 17–21 ago 2019    | 509     | 48                    | 45           | 7           | +3          |     |    |    |   |     |
| Ipsos Perú/El Comercio | 14–15 ago 2019    | 509     | 59                    | 31           | 10          | +28         |     |    |    |   |     |
| Datum/Perú 21/Gestión  | 2–4 ago 2019      | 408     | 63                    | 31           | 6           | +32         |     |    |    |   |     |
| Ipsos Perú/El Comercio | 17–19 jul 2019    | 545     | 55                    | 34           | 11          | +21         |     |    |    |   |     |
| IEP/La República       | 13–17 jul 2019    | ?       | 38                    | 51           | 11          | –13         |     |    |    |   |     |
| Datum/Perú 21/Gestión  | 5–8 jul 2019      | 400     | 54                    | 35           | 11          | +19         |     |    |    |   |     |
| IEP/La República       | 14–19 jun 2019    | ?       | 39                    | 48           | 13          | –9          |     |    |    |   |     |
| Ipsos Perú/El Comercio | 12–14 jun 2019    | 545     | 48                    | 42           | 10          | +6          |     |    |    |   |     |
| Datum/Perú 21/Gestión  | 7–10 jun 2019     | 403     | 62                    | 30           | 8           | +32         |     |    |    |   |     |
| IEP/La República       | 18–22 may 2019    | 505     | 45                    | 38           | 17          | +7          |     |    |    |   |     |
| Ipsos Perú/El Comercio | 15–17 may 2019    | 517     | 55                    | 31           | 14          | +24         |     |    |    |   |     |
| Datum/Perú 21/Gestión  | 3–6 may 2019      | 402     | 54                    | 34           | 12          | +20         |     |    |    |   |     |
| CPI/Exitosa            | 30 abr–4 may 2019 | 450     | 46.5                  | 31.9         | 21.6        | +14.6       |     |    |    |   |     |
| IEP/La República       | 18–24 abr 2019    | 505     | 43                    | 36           | 21          | +7          |     |    |    |   |     |
| Ipsos Perú/El Comercio | 10–12 abr 2019    | 517     | 63                    | 24           | 13          | +39         |     |    |    |   |     |
| Datum/Perú 21/Gestión  | 6–8 abr 2019      | 402     | 62                    | 23           | 15          | +39         |     |    |    |   |     |
| CPI/Exitosa            | 28–30 mar 2019    | 450     | 57.8                  | 29.0         | 13.2        | +28.8       |     |    |    |   |     |
| IEP/La República       | 23–27 mar 2019    | 494     | 46                    | 30           | 24          | +16         |     |    |    |   |     |
| Ipsos Perú/El Comercio | 13–15 mar 2019    | 504     | 58                    | 18           | 24          | +40         |     |    |    |   |     |
| Datum/Perú 21/Gestión  | 1–4 mar 2019      | 400     | 60                    | 19           | 21          | +41         |     |    |    |   |     |
| IEP/La República       | 16–20 feb 2019    | 494     | 59                    | 14           | 27          | +45         |     |    |    |   |     |
| Ipsos Perú/El Comercio | 13–15 feb 2019    | 504     | 63                    | 17           | 20          | +46         |     |    |    |   |     |
| Datum/Perú 21/Gestión  | 1–6 feb 2019      | 400     | 65                    | 14           | 21          | +51         |     |    |    |   |     |
| IEP/La República       | 19–23 ene 2019    | 495     | 65                    | 9            | 26          | +56         |     |    |    |   |     |
| Ipsos Perú/El Comercio | 16–17 ene 2019    | 504     | 60                    | 14           | 26          | +46         |     |    |    |   |     |
| Datum/Perú 21/Gestión  | 11–13 ene 2019    | 403     | 70                    | 7            | 23          | +63         |     |    |    |   |     |